# 关上街道
关上街道，是中华人民共和国云南省昆明市官渡区下辖的一个乡镇级行政单位。

## 行政区划
关上街道下辖以下地区：
关上社区、双桥社区、日新社区、福德社区、双凤社区、小街社区、福发社区、福达社区、关上中心社区、彩云社区、石虎关社区和巫家坝社区。